# Stenkusten
 Der er for få eller ingen kildehenvisninger i denne artikel, hvilket er et problem. Du kan hjælpe ved at angive troværdige kilder til de påstande, som fremføres i artiklen.

Stenkusten er en 34 kilometer lang kyststrækning mellem Äleklinta og Byrum i Borgholms kommune på Øland. Stenkusten ligger i sognene Alböke, Föra, Persnäs, Källa og Högby.
På bakketoppen går der en lille grusvej, langs med hvilken der ligger nogle fiskeboder, rester fra et gammelt stenbrud, et igangværende stenbrud og udgravninger. De industrier, der prægede udviklingen på det nordlige Øland, var husdyrbrug, fiskeri og skibsfart samt brydning af ølandskalksten. Stenbrydningen har foregået siden middelalderen ved Stenkusten. Stenkusten har traditionelt stort set været græsgange, som stadig i høj grad holdes i hævd.
Ved kysten ligger Bruddesta fiskerleje, der er erklæret bevaringsværdig. Der er også ældre fiskeboder under skrænterne i Grönvik og Djupvik. I Lofta er der store stenbrud, der fortsat er i drift. Naturreservatet Knisa Mosse er en af tidligere vig, der er blevet afsnøret af landhævningen efter seneste istid.
Det tidligere fiskerleje, Sandvik, med stenudskibningshavnen er den største by på Stenskusten. Der er også stenforarbejdning, som udføres af Ölandssten AB. Nord for Grytehamn har landsbyerne Gillberga og Hagelstad fiskeboder på en fælles placering.
Ud over Knisa Mosse naturreservat grænser Stenkusten op til naturreservaterne Horns Kungsgård, Byrums raukar og Bödakustens västra.
- Bruddesta fiskerleje
- Byrums raukar
- Knisa Mosse